# Щагин, Виталий Васильевич
Вита́лий Васи́льевич Ща́гин (29 июля 1927, Костромская область — 6 марта 2015, Калининград) — советский и российский инженер, ректор Калининградского технического института рыбной промышленности и хозяйства (1980—1988), заслуженный деятель науки и техники РСФСР.

## Биография
В 1952 г. окончил с отличием учёбу на судомеханический факультет Ленинградского высшего мореходного училища им. С. О. Макарова. Кандидат технических наук (1956). Доктор технических наук (1978).
С 1959 г. доцент кафедры судовых силовых установок, затем кафедры судовых энергетических установок и энергетики,
- 1962—1980 гг. — проректор по научной работе,
- 1980—1988 гг. — ректор Калининградского технического института рыбной промышленности и хозяйства.

С 1988 г. — профессор кафедры судовых энергетических установок и теплоэнергетики Калининградского технического института рыбной промышленности и хозяйства/Калининградского государственного технического университета.
На протяжении нескольких лет являлся председателем Совета ректоров отраслевых вузов, председателем совета по защите докторских диссертаций (Д 307.007.02).

## Награды и звания
Награждён орденами Трудового Красного Знамени (1976), Почёта (2003), медалями, ведомственными знаками. Заслуженный деятель науки и техники (1985).